# Jultagi

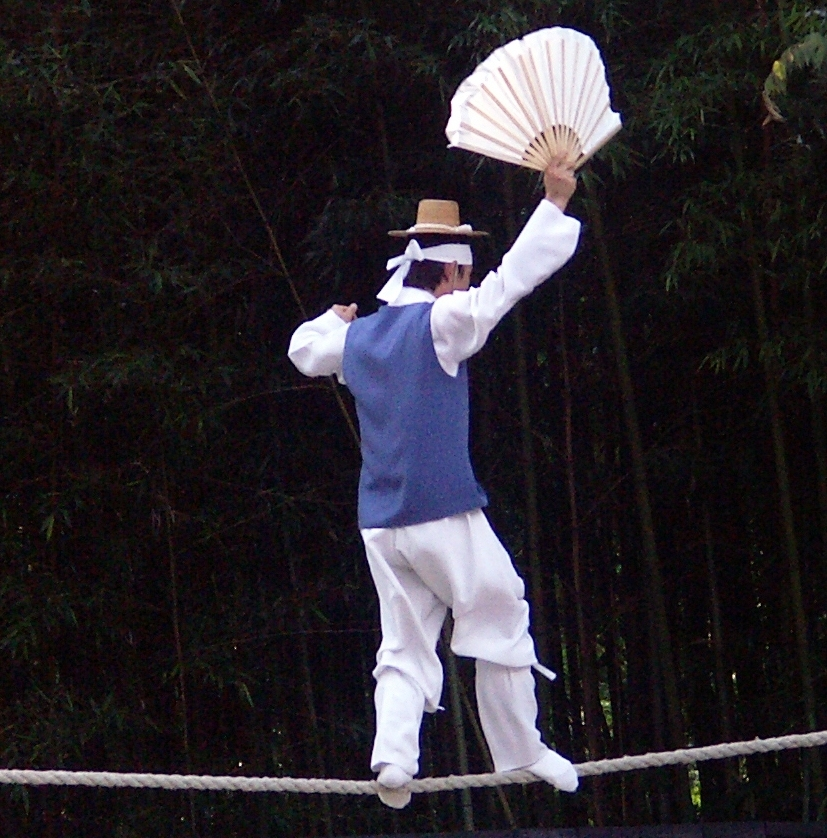
Jultagi w Jeonju

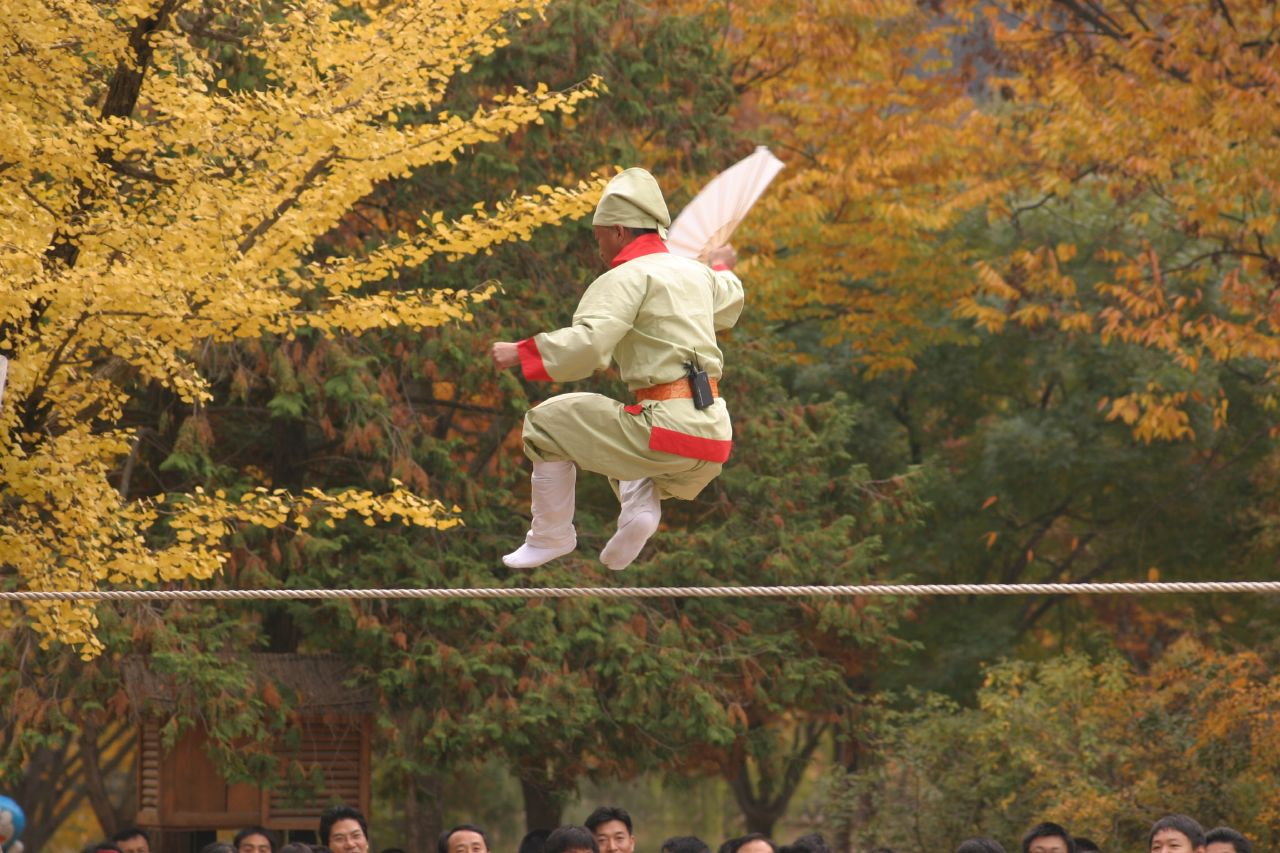
Jultagi

Jultagi (kor. 줄타기) – tradycyjna koreańska sztuka chodzenia po linie, łącząca pokazy akrobatyczne z tańcem, śpiewem i humorem.
W 2011 roku sztuka jultagi została wpisana na listę reprezentatywną niematerialnego dziedzictwa UNESCO.

## Opis
Jultagi łączy pokazy akrobatyczne z tańcem, śpiewem i humorem. Linoskoczek – jul gwangdae, idąc po linie, wykonuje akrobacje, a w przerwach pomiędzy figurami akrobatycznymi tańczy, śpiewa i prowadzi żartobliwe dialogi ze znajdującym się na ziemi klaunem – eorit gwangdae, który z kolei konwersuje z publicznością. Artystom towarzyszy muzyka wykonywana na instrumentach dętych i smyczkowych. Występ zaczynają proste akrobacje, których trudność stopniowo wzrasta. Linoskoczkowie stosują ponad 40 różnych technik akrobatycznych. Występy mogą trwać nawet kilka godzin.
Pochodzenie jultagi nie jest do końca znane – sztuka ta najprawdopodobniej przywędrowała do Korei z Chin w okresie Trzech Królestw Korei. Pierwsza wzmianka o jultagi pochodzi z okresu Goryeo (918–1392). W późnym okresie Joseon wyróżniano trzy główne rodzaje jultagi w zależności od wykonawcy: gwangdae jultagi – wykonywany przez osoby pochodzące z rodzin szamanów, jaeinchon jultagi – wykonywany przez artystów wiejskich oraz eoreum jultagi – wykonywany przez artystów wędrownych. Tradycyjne jultagi wykonywane było podczas narodowych i regionalnych uroczystości państwowych. Z czasem dwór królewski organizował coraz mniej uroczystości i festiwali, a artyści wykonujący jultagi zaczęli wędrować po kraju, występując podczas lokalnych obchodów w miastach i na wsiach.
W 1976 roku jultagi zostało uznane przez władze Korei Południowej za ważny element niematerialnego dziedzictwa kulturowego (kor. 중요무형문화재) podlegającego ochronie. Nad zachowaniem tradycji jultagi czuwa Towarzystwo Ochrony Jultagi oraz Kim Dae-gyun, któremu rząd w Seulu nadal status żyjącego skarbu narodowego.